# Gilda, no me arrepiento de este amor
Gilda, no me arrepiento de este amor és una pel·lícula biogràfica argentina, dirigida per Lorena Muñoz i escrita per Tamara Viñes. Està basada en la vida i carrera de la famosa cantant argentina Gilda, qui va morir en un accident automobilístic en 1996. L'actriu uruguaiana Natalia Oreiro és l'encarregada d'interpretar Gilda. L'estrena mundial del film es va dur a terme en Buenos Aires el 15 de setembre de 2016 i el seu debut a les sales de cinema va succeir quinze dies després.

## Sinopsi
La vida íntima i poc coneguda de Miriam Alejandra Bianchi, qui es va convertir en ídol de la cançó popular argentina sota el nom artístic de Gilda (en honor al personatge de Rita Hayworth en la pel·lícula del mateix nom), en un film que rescata la seva autenticitat, el seu carisma i la reivindicació dels drets femenins en les seves cançons durant dues etapes de la seva vida: una, que mostra a Gilda quan era nena i adolescent al costat del seu pare, inspiració artística de la cantant; i l'altra en la seva maduresa, quan decideix comprometre's amb el seu propi somni i fer-lo realitat, fins i tot enfrontant a representants non sanctos que van voler aprofitar-se de la seva creixent popularitat i van intentar tallar-li la carrera.

## Repartiment
- Natalia Oreiro com Gilda.
- Ángela Torres com Gilda adolescent.
- Mia Eileen Urea com Gilda als 7 anys.
- Lautaro Delgado com Raúl.
- Javier Drolas com Juan Carlos "Toti" Giménez.
- Daniel Melingo com Omar Bianchi.
- Susana Pampín com a Tita Scioli.
- Roly Serrano com "El Tigre" Almada.
- Roberto Vallejos com Ricky Leonar.
- Diego Cremonesi com a Rei.
- Daniel Valenzuela com Waldo.
- Vanesa Weinberg com Susana.
- Jordán Otero com Raúl Larrosa.
- Edwin Manrique com ell mateix.
- Danny de la Creu com ell mateix.
- Manuel Vázquez com ell mateix.
- Sebastián Mendoza com Gustavo Babini.
- Cristian Bonano com a músic de la banda de Gilda.

## Producció
Al llarg de la seva carrera, l'actriu uruguaiana Natalia Oreiro va mostrar interès a interpretar a la famosa cantant argentina Gilda al cinema. Però realitzar algun projecte cinematogràfic sobre la vida de la cantant semblava impossible, per la resistència del seu fill a retratar la vida de la seva mare. No obstant això, la directora de cinema Lorena Muñoz i Oreiro van conjuminar esforços i juntes van aconseguir convèncer-ho, donant sobrades mostres de per què elles eren les indicades per a encarar la proposta. Quan el projecte es va definir, Oreiro va acceptar protagonitzar-lo complaguda: “Jo soc Gilda”, va assegurar l'actriu. Per a la uruguaiana, la cantant argentina sempre havia estat una referència, no sols en l'artístic: ”Gilda i jo érem semblants. Ella estava casada, tenia un marit, dos fills, era mestra jardinera, de classe mitjana. I un dia es va adonar que alguna cosa li faltava”.
Per part seva, Lorena Muñoz va veure en aquesta icona de la música popular a la dona que hi havia darrere del mite, reconeixent la seva valentia i talent. Així, el film té una marcada empremta femenina tant en la seva visió com en el seu relat i en les personalitats de les dones que li donen vida des dels seus diferents talents.

## Recepció

### Crítica
La cinta va tenir una notable rebuda de la crítica especialitzada. Així ho va mostrar el portal web Todas Las Críticas, on va obtenir una mitjana de 81/100 basat en 62 crítiques. Diego Battle d’Otros Cines i La Nación, li va atorgar 3 estrelles i mitja sobre 5 destacant que la pel·lícula suposa "un pas gegantesc per a el cinema argentí" en el que refereix a la incursió del biopic musical. No obstant això aclareix una de les limitacions i mancances que presenta la pel·lícula en dir que "qui esperi trobar una biografia fosca (...) es frustrarà una mica". No obstant això conclou que la cinta "té tots els atractius que els seus incondicionals seguidors exigeixen i mereixen". Alhora Martín Morales de MM Críticas va assegurar que la biopic sobre Gilda era una de les "millors propostes argentines del 2016". Quant a la direcció, va dir que Muñoz aconsegueix "una qualitat audiovisual bella" i que suposa el "descobriment d'una directora que indiscutiblement cal seguir-la en el futur". El diari xilè La Tercera va avaluar la pel·lícula amb una nota 6 de 7, destacant que “la pel·lícula no es vana de tenir una resposta molt acabada (...) més aviat assaja, tanteja, insinua, i en aquesta obstinació li va donant vida a un personatge particular”.
L'actriu Natalia Oreiro va ser lloada per la seva actuació en la cinta. Denise Pieniazek d'Ambre Revista la qualifica de "notable" i "commovedora", destacant el seu acompliment corporal i vocal. Santiago García de Leer Cine és breu i concís en dir que "els seus primers minuts en pantalla ja aconsegueixen convertir-la en tot el que la pel·lícula vol contar". I
Juan Pablo Russo de Escribiendo Cine comenta sobre l'actuació de l'actriu uruguaiana dient que "la seva Gilda no és una còpia o imitació(...) la seva Gilda és una creació i malgrat això hom no pot deixar de veure reflectida a Gilda".

### Comercial
La cinta, que es va estrenar en simultani a l'Argentina i l'Uruguai, va aconseguir ser èxit en taquilla. A l'Argentina, va aconseguir la setena millor arrencada històric en un dia per a una pel·lícula nacional amb 42.682 espectadors (i el segon millor l'any després del reeixit per Me casé con un boludo) a més de 200 sales. Acabat el seu primer cap de setmana en cartellera, va quedar posicionada com la pel·lícula més vista, superant a El ciudadano ilustre, amb un total de 228.334 espectadors a 283 sales. La pel·lícula va acumular 1.023.765 d'espectadors, convertint-se en la segona pel·lícula argentina més vista de l'any.
A l'Uruguai la cinta es va estrenar en el primer lloc. En el seu primer cap de setmana la cinta va tallar 2.482 entrades. A 4 setmanes de la seva estrena, la pel·lícula, protagonitzada per l'actriu uruguaiana Natalia Oreiro, es va convertir en la pel·lícula més vista de l'any, acumulant 143.829 espectadors.
El diumenge 16 de setembre de 2018, la cinta va ser estrenada en televisió oberta argentina per Telefe i va obtenir 14.3 punts de ràting en horari estel·lar, sent el més vist del dia.

## Banda sonora
Per a acompanyar el llançament de la cinta, l'actriu i cantant Natalia Oreiro va llançar un disc amb temes de Gilda cantats per ella i noves versions dels clàssics de la intèrpret, editat pel segell Sony Music l'Argentina i lloc a la venda en plataformes digitals el 9 de setembre de 2016.
En la pel·lícula, Natalia Oteiro canta ella mateixa la cançó Paisaje, escrita pel cantautor italià Franco Simone, No me arrepiento de este amor i Corazón herido.

### Llista de cançons
1. No Me Arrepiento de Este Amor
2. Fuiste
3. Corazón Valiente
4. Corazón Herido
5. Tu Cárcel
6. Se Me Ha Perdido un Corazón
7. Te Cerraré la Puerta
8. Paisaje
9. Noches Vacías
10. No Es Mi Despedida
11. Sólo Dios Sabe
12. No Me Arrepiento de Este Amor (Remix)
13. Corazón Valiente (Feat. Rubén Rada)

## Premis i nominacions
| Any  | Premi           | Categoria                            | Nominats                              | Resultat   | Ref.          |
| ---- | --------------- | ------------------------------------ | ------------------------------------- | ---------- | ------------- |
| 2017 | Premis Sur      | Millor pel·lícula                    | Gilda, no me arrepiento de este amor  | Nominada   | [ 15 ] [ 16 ] |
| 2017 | Premis Sur      | Millor direcció                      | Lorena Muñoz                          | Nominada   | [ 15 ] [ 16 ] |
| 2017 | Premis Sur      | Millor actriu                        | Natalia Oreiro                        | Guanyadora | [ 15 ] [ 16 ] |
| 2017 | Premis Sur      | Millor actor de repartiment          | Javier Drolas                         | Nominat    | [ 15 ] [ 16 ] |
| 2017 | Premis Sur      | Millor actor de repartiment          | Roly Serrano                          | Nominat    | [ 15 ] [ 16 ] |
| 2017 | Premis Sur      | Mejor fotografía                     | Daniel Ortega                         | Nominat    | [ 15 ] [ 16 ] |
| 2017 | Premis Sur      | Millor muntatge                      | Alejandro Brodersohn i Ernesto Felder | Nominats   | [ 15 ] [ 16 ] |
| 2017 | Premis Sur      | Millor direcció d’art                | Daniel Gimelberg                      | Nominat    | [ 15 ] [ 16 ] |
| 2017 | Premis Sur      | Millor disseny de vestuari           | Julio Suárez                          | Guanyador  | [ 15 ] [ 16 ] |
| 2017 | Premis Sur      | Millor so                            | Leandro de Loredo                     | Guanyador  | [ 15 ] [ 16 ] |
| 2017 | Premis Sur      | Millor música original               | Pedro Oneto                           | Guanyador  | [ 15 ] [ 16 ] |
| 2017 | Premis Sur      | Millor maquillatge i caracterització | Alberto Moccia                        | Guanyador  | [ 15 ] [ 16 ] |
| 2017 | Cóndor de Plata | Millor pel·lícula                    | Gilda, no me arrepiento de este amor  | Nominada   | [ 17 ] [ 18 ] |
| 2017 | Cóndor de Plata | Millor direcció                      | Lorena Muñoz                          | Guanyadora | [ 17 ] [ 18 ] |
| 2017 | Cóndor de Plata | Millor guió original                 | Lorena Muñoz y Tamara Viñez           | Nominada   | [ 17 ] [ 18 ] |
| 2017 | Cóndor de Plata | Millor actriu                        | Natalia Oreiro                        | Guanyadora | [ 17 ] [ 18 ] |
| 2017 | Cóndor de Plata | Millor actor de repartiment          | Lautaro Delgado                       | Guanyador  | [ 17 ] [ 18 ] |
| 2017 | Cóndor de Plata | Millor actor de repartiment          | Javier Drolas                         | Nominat    | [ 17 ] [ 18 ] |
| 2017 | Cóndor de Plata | Millor muntatge                      | Alejandro Brodersohn                  | Guanyador  | [ 17 ] [ 18 ] |
| 2017 | Cóndor de Plata | Millor fotografia                    | Daniel Ortega                         | Nominat    | [ 17 ] [ 18 ] |
| 2017 | Cóndor de Plata | Millor so                            | Leandro de Loredo                     | Guanyador  | [ 17 ] [ 18 ] |
| 2017 | Cóndor de Plata | Millor direcció artística            | Daniel Gimelberg                      | Nominat    | [ 17 ] [ 18 ] |
| 2017 | Cóndor de Plata | Mejor disseny de vestuari            | Julio Suárez                          | Guanyador  | [ 17 ] [ 18 ] |
| 2017 | Cóndor de Plata | Millor maquillatge i caracterització | Alberto Moccia                        | Guanyador  | [ 17 ] [ 18 ] |
| 2017 | Premis Platino  | Millor interpretació femenina        | Natalia Oreiro                        | Nominada   | [ 17 ] [ 18 ] |
| 2017 | Premis Platino  | Premio del públic: Millor actriu     | Natalia Oreiro                        | Guanyadora | [ 17 ] [ 18 ] |